# Kasia i Błażej
Kasia i Błażej – album studyjny, nagrany w duecie przez polskich piosenkarzy Nosowską i Błażeja Króla. Został wydany 20 września 2024 nakładem wydawnictwa Kayax. Zebrał pozytywne recenzje krytyków muzycznych, ponadto zadebiutował na drugich miejscach notowań sprzedaży OLiS i OLiS – albumy fizycznie.

## Geneza, powstanie i wydanie
Latem 2023 Nosowska i Błażej Król grali podczas trasy festiwalowej Męskie Granie 2023 wspólne koncerty w ramach projektu Męskie Granie Przestawia, obejmujące utwory z ich własnych repertuarów i covery. 4 października 2023 wydali wspólny singel „Neodym”, nagrany na potrzeby winylowej reedycji albumu Nosowskiej Degrengolada.
W lutym 2024 Król zdradził w wywiadzie z radiem Chillizet, że nagrał z Nosowską już prawie cały wspólny album. 31 marca 2024 Nosowska poinformowała o nim w poście w serwisie Instagram. Materiał wyprodukowali Paweł Krawczyk i Król. 3 lipca 2024 artyści ogłosili tytuł albumu i zapowiedzieli jego premierę na wrzesień 2024. Nosowska skomentowała: „To moja ukochana płyta, nigdy nie pracowało mi się szybciej i bez wysiłku”. 20 września 2024 artyści zdradzili podczas występu na Top of the Top Sopot Festivalu 2024, że album ukaże się 20 września 2024. 23 sierpnia 2024 rozpoczęła się jego przedsprzedaż w sklepie wydawnictwa Kayax w formatach kompaktowym (CD) i winylowym.

## Promocja
20 sierpnia 2024 Nosowska i Król wystąpili wspólnie na emitowanym przez TVN Top of the Top Sopot Festivalu 2024, gdzie wykonali cover „Smells Like Teen Spirit” zespołu Nirvana i, po raz pierwszy, „Można”. 24 sierpnia 2024 zaprezentowali przedpremierowo utwory z albumu podczas wspólnego koncertu na festiwalu Męskie Granie 2024 w Warszawie. Wykonanie utworu „Można” znalazło się na albumie koncertowym Męskie Granie 2024 (wydanym 29 listopada 2024). 17 września 2024 dali niezapowiedziany, plenerowy występ w Parku Świętokrzyskim w Warszawie. 21 września 2024 udzielili wywiadu w programie Dzień dobry TVN telewizji TVN, gdzie został ponadto wyemitowany reportaż z Parku Świętokrzyskiego. Wystąpili także w odcinku talk-show TVN Kuba Wojewódzki, wyemitowanym 22 października 2024. 13 grudnia 2024 TVP2 wyemitowała koncert, który zagrali w ramach cyklu Muzyka na dobry wieczór.

### Single
Pierwszy singel promujący album, „Można”, został wydany 3 lipca 2024 wraz z towarzyszącym mu teledyskiem w reżyserii Jacka Kościuszko. Utwór dotarł do pierwszych miejsc list przebojów Programu III Polskiego Radia, Radia 357 i Radia Nowy Świat.
Drugi singel, „Wanna”, został wydany 22 sierpnia 2024 wraz z teledyskiem w reżyserii Jacka Kościuszko.
Trzeci singel, „Błyszcz”, został wydany 19 września 2024 wraz z teledyskiem w reżyserii Jacka Kościuszko.
Czwarty singel, „Dom”, został wydany 22 października 2024 wraz z teledyskiem w reżyserii Jacka Kościuszko.

### Trasa koncertowaJenin-Piaseczno
3 lipca 2024 Nosowska i Król zapowiedzieli promującą album trasę koncertową Jenin-Piaseczno. Jej tytuł nawiązuje do miejscowości, w których artyści mieszkają: Jenina (Król) i Piaseczna (Nosowska).
| Data                           | Miejscowość   | Obiekt                                                    |
| Etap pierwszy                  | Etap pierwszy | Etap pierwszy                                             |
| ------------------------------ | ------------- | --------------------------------------------------------- |
| 3 listopada 2024 (popołudnie)  | Wrocław       | Narodowe Forum Muzyki                                     |
| 3 listopada 2024 (wieczór)     | Wrocław       | Narodowe Forum Muzyki                                     |
| 5 listopada 2024 (popołudnie)  | Gdańsk        | Filharmonia Bałtycka                                      |
| 5 listopada 2024 (wieczór)     | Gdańsk        | Filharmonia Bałtycka                                      |
| 13 listopada 2024              | Kraków        | Centrum Kongresowe ICE Kraków                             |
| 24 listopada 2024 (popołudnie) | Szczecin      | Filharmonia im. Mieczysława Karłowicza                    |
| 24 listopada 2024 (wieczór)    | Szczecin      | Filharmonia im. Mieczysława Karłowicza                    |
| 1 grudnia 2024 (popołudnie)    | Poznań        | Sala Ziemi                                                |
| 1 grudnia 2024 (wieczór)       | Poznań        | Sala Ziemi                                                |
| 3 grudnia 2024                 | Lublin        | Centrum Spotkania Kultur                                  |
| 11 grudnia 2024 (popołudnie)   | Katowice      | Siedziba Narodowej Orkiestry Symfonicznej Polskiego Radia |
| 11 grudnia 2024 (wieczór)      | Katowice      | Siedziba Narodowej Orkiestry Symfonicznej Polskiego Radia |
| 16 grudnia 2024 (popołudnie)   | Warszawa      | Teatr Muzyczny „Roma”                                     |
| 16 grudnia 2024 (wieczór)      | Warszawa      | Teatr Muzyczny „Roma”                                     |
| 19 grudnia 2024                | Toruń         | CKK Jordanki                                              |
| Etap drugi                     |               |                                                           |
| 7 marca 2024                   | Kraków        | Klub Studio                                               |
| 15 marca 2025                  | Warszawa      | Klub Stodoła                                              |
| 28 marca 2025                  | Gdańsk        | Stary Maneż                                               |

## Odbiór

### Krytyczny
Bartek Chaciński z „Polityki” ocenił połączenie Nosowskiej i Króla: „Lubię oba te światy – każdy z osobna – i mam wrażenie, że po połączeniu przyniosły album paradoksalnie bardziej komunikatywny w tekstach i prostszy w konwencji muzycznej niż każdy ze światów z osobna”. Mirosław Pęczak z „Polityki” wystawił albumowi 5 na 6 gwiazdek, komentując: „(…) wszystko podane w pięknej muzycznej formie. Oboje w najlepszej wokalnej kondycji, choć w ich śpiewaniu subtelność wyraźnie góruje nad siłą głosu. I o to przecież chodziło”. Jarek Szubrycht z „Gazety Wyborczej” napisał, że album „to eksperyment ze wszech miar udany. Zadowoli zarówno fanów solowej twórczości obu wokalistów, jak i tych, co mieli nadzieję, że 1 + 1 może dać wynik większy niż 2”. Julia Staręga z portalu Republika Kobiet zrecenzowała: „Kasia i Błażej są artystami przez wielkie «A». Oboje wywindowali swój poziom wysoko i, jak słychać na płycie, nie zamierzają z niego schodzić”.
W mieszanej recenzji Jarosław Kowal z magazynu Dwutygodnik ocenił: „Obydwoje zrobili krok wstecz na drodze artystycznych poszukiwań, ale zarazem krok naprzód ku muzyce pop z duszą i osobowością. Nie jest to zwrot, po którym pozostałby niesmak, bez wątpienia czuć natomiast niedosyt”.

### Nagrody i nominacje
Kasia i Błażej otrzymał nominację do Fryderyka 2025 w kategorii album roku pop alternatywny.

## Lista utworów
Wszystkie utwory wyprodukowane przez Błażeja Króla i Pawła Krawczyka, z wyjątkiem „Lato 2023”, wyprodukowanego tylko przez Króla.
| Lista utworów edycji kompaktowej i cyfrowej | Lista utworów edycji kompaktowej i cyfrowej | Lista utworów edycji kompaktowej i cyfrowej | Lista utworów edycji kompaktowej i cyfrowej | Lista utworów edycji kompaktowej i cyfrowej |
| Nr                                          | Tytuł utworu                                | Muzyka                                      | Tekst                                       | Długość                                     |
| ------------------------------------------- | ------------------------------------------- | ------------------------------------------- | ------------------------------------------- | ------------------------------------------- |
| 1.                                          | „Esemes 257”                                | Błażej Król                                 | —                                           | 1:17                                        |
| 2.                                          | „Samolocik”                                 | Błażej Król                                 | Katarzyna Nosowska · Błażej Król            | 3:17                                        |
| 3.                                          | „Lato 2023”                                 | Błażej Król                                 | Katarzyna Nosowska · Błażej Król            | 4:21                                        |
| 4.                                          | „Perła”                                     | Błażej Król                                 | Katarzyna Nosowska · Błażej Król            | 3:15                                        |
| 5.                                          | „Poza”                                      | Błażej Król                                 | Katarzyna Nosowska · Błażej Król            | 4:19                                        |
| 6.                                          | „Wanna”                                     | Błażej Król                                 | Katarzyna Nosowska · Błażej Król            | 2:53                                        |
| 7.                                          | „Esemes 124”                                | Błażej Król                                 | —                                           | 1:22                                        |
| 8.                                          | „Dzwoń”                                     | Błażej Król                                 | Katarzyna Nosowska · Błażej Król            | 4:02                                        |
| 9.                                          | „Dom”                                       | Błażej Król                                 | Katarzyna Nosowska · Błażej Król            | 4:00                                        |
| 10.                                         | „Dalej”                                     | Błażej Król                                 | Katarzyna Nosowska                          | 3:20                                        |
| 11.                                         | „Błyszcz”                                   | Błażej Król · Katarzyna Nosowska            | Katarzyna Nosowska                          | 3:45                                        |
| 12.                                         | „Można”                                     | Błażej Król                                 | Katarzyna Nosowska · Błażej Król            | 4:00                                        |
| 13.                                         | „Hipnoza”                                   | Błażej Król                                 | Katarzyna Nosowska                          | 4:37                                        |
| 14.                                         | „Esemes 12”                                 | Błażej Król                                 | —                                           | 1:32                                        |
|                                             |                                             |                                             |                                             | 46:00                                       |

| Lista utworów edycji winylowej (strona A) | Lista utworów edycji winylowej (strona A) | Lista utworów edycji winylowej (strona A) | Lista utworów edycji winylowej (strona A) | Lista utworów edycji winylowej (strona A) |
| Nr                                        | Tytuł utworu                              | Muzyka                                    | Tekst                                     | Długość                                   |
| ----------------------------------------- | ----------------------------------------- | ----------------------------------------- | ----------------------------------------- | ----------------------------------------- |
| 1.                                        | „Esemes 257”                              | Błażej Król                               | —                                         | 1:17                                      |
| 2.                                        | „Samolocik”                               | Błażej Król                               | Katarzyna Nosowska · Błażej Król          | 3:17                                      |
| 3.                                        | „Lato 2023”                               | Błażej Król                               | Katarzyna Nosowska · Błażej Król          | 4:21                                      |
| 4.                                        | „Perła”                                   | Błażej Król                               | Katarzyna Nosowska · Błażej Król          | 3:15                                      |
| 5.                                        | „Poza”                                    | Błażej Król                               | Katarzyna Nosowska · Błażej Król          | 4:19                                      |
| 6.                                        | „Wanna”                                   | Błażej Król                               | Katarzyna Nosowska · Błażej Król          | 2:53                                      |
| 7.                                        | „Dalej”                                   | Błażej Król                               | Katarzyna Nosowska                        | 3:20                                      |
|                                           |                                           |                                           |                                           | 22:42                                     |

| Lista utworów edycji winylowej (strona B) | Lista utworów edycji winylowej (strona B) | Lista utworów edycji winylowej (strona B) | Lista utworów edycji winylowej (strona B) | Lista utworów edycji winylowej (strona B) |
| Nr                                        | Tytuł utworu                              | Muzyka                                    | Tekst                                     | Długość                                   |
| ----------------------------------------- | ----------------------------------------- | ----------------------------------------- | ----------------------------------------- | ----------------------------------------- |
| 1.                                        | „Dzwoń”                                   | Błażej Król                               | Katarzyna Nosowska · Błażej Król          | 4:02                                      |
| 2.                                        | „Dom”                                     | Błażej Król                               | Katarzyna Nosowska · Błażej Król          | 4:00                                      |
| 3.                                        | „Błyszcz”                                 | Błażej Król · Katarzyna Nosowska          | Katarzyna Nosowska                        | 3:45                                      |
| 4.                                        | „Można”                                   | Błażej Król                               | Katarzyna Nosowska · Błażej Król          | 4:00                                      |
| 5.                                        | „Hipnoza”                                 | Błażej Król                               | Katarzyna Nosowska                        | 4:37                                      |
|                                           |                                           |                                           |                                           | 20:24                                     |

## Personel
Opracowano na podstawie informacji na albumie.
- Błażej Król – śpiew, instrumenty
- Katarzyna Nosowska – śpiew
- Marcin Bors – miksowanie, mastering
- Thomas Fietz – pętla perkusyjna („Poza”)
- Paweł Krawczyk – produkcja muzyczna, instrumenty
- Tomasz Kuczma – oprawa graficzna
- Piotr Porębski – zdjęcia

Nagrania odbyły się w studiu im. Kazimierza Deyny i domowym studiu Błażeja Króla.

## Pozycje na listach sprzedaży
| Notowanie                | Najwyższa pozycja | Źr.    |
| ------------------------ | ----------------- | ------ |
| OLiS                     | 2                 | [ 30 ] |
| OLiS – albumy fizycznie  | 2                 | [ 31 ] |
| OLiS – albumy w streamie | 27                | [ 32 ] |
| OLiS – albumy – winyle   | 1                 | [ 33 ] |

| Notowanie               | Najwyższa pozycja | Źr.    |
| ----------------------- | ----------------- | ------ |
| OLiS                    | 96                | [ 34 ] |
| OLiS – albumy fizycznie | 33                | [ 35 ] |
| OLiS – albumy – winyle  | 70                | [ 36 ] |